# David Mitchell (scrittore)
David Stephen Mitchell (Southport, 12 gennaio 1969) è uno scrittore inglese.
Ha scritto sei romanzi, tre dei quali sono stati finalisti al Booker Prize. Ha vissuto in Italia e in Irlanda.

## Biografia
David Mitchell è nato a Southport, nel Merseyside, ed è cresciuto a Malvern, Worcestershire. Ha studiato alla Hanley Castle High School e all'università del Kent, dove si è laureato in letteratura inglese e americana, prima di conseguire la specializzazione in letteratura comparata.
Ha vissuto in Sicilia per un anno, poi si è stabilito a Hiroshima dove ha insegnato inglese per otto anni prima di ritornare in Inghilterra. Tornato nel suo paese natale, si è dedicato a tempo pieno alla scrittura.
Dopo un altro soggiorno in Giappone, Mitchell vive con la moglie e i due figli a Clonakilty.
Mitchell soffre di balbuzie e considera il film Il discorso del re (2010) una delle rappresentazioni più accurate di cosa significa essere balbuzienti. È anche il patron dell'Associazione Balbuzienti Britannici.

### Carriera
Il primo romanzo di Mitchell, Nove gradi di libertà (1999) è ambientato in varie parti del mondo, da Okinawa alla Mongolia alla New York di fine millennio, dove nove narratori raccontano storie che si intrecciano. Il romanzo ha vinto il John Llewellyn Rhys Prize per il miglior lavoro in lingua inglese scritto da un autore sotto i 35 anni, ed è stato nominato per il Guardian First Book Award.
I suoi romanzi successivi, Sogno numero 9 (2001) e L'atlante delle nuvole (2004) sono stati entrambi candidati al Booker Prize. Nel 2005 ha vinto il Geoffrey Faber Memorial Prize (narrativa) con Cloud Atlas. Nel 2003 è stato nominato tra i migliori giovani autori britannici dalla rivista "Granta". Nel 2007 è nominato tra le 100 persone più influenti al mondo da Time Magazine. Nel 2006 ha pubblicato A casa di Dio, un romanzo di formazione con elementi autobiografici.
Il quinto romanzo, I mille autunni di Jacob de Zoet, racconta un intrigo ambientato sull'isola artificiale di Dejima, costruita nella baia di Nagasaki per ospitare i primi commercianti olandesi arrivati in Giappone, nel XVII secolo. È il primo romanzo storico per il quale Mitchell ha svolto un lungo lavoro di documentazione.
Il sesto romanzo di Mitchell, Le ore invisibili, è stato pubblicato nel 2014.
Ha scritto anche libretti d'opera: Wake, basata sull'incendio di Enschede del 2000, su musiche di Klaas de Vries, è stata eseguita dall'Orchestra Nazionale Olandese nel 2010. Nel 2012 stava lavorando a un'altra opera, Sunken Garden, con il compositore Michel van der Aa, che debutterà nel 2013 all'English National Opera.
Il racconto The Siphoners è stato pubblicato nel 2011 nell'antologia I'm with the Bears: Short Stories from a Damaged Planet.
Nel 2012 dal romanzo Cloud Atlas è stato tratto il film omonimo.
Il 28 maggio 2016 ha consegnato un suo manoscritto inedito chiamato From Me Flows What You Call Time alla Biblioteca del futuro, un progetto artistico culturale ideato da Katie Paterson. Così come le altre opere di questa biblioteca anche il libro di Mitchell verrà pubblicato e reso disponibile solo nel 2114, cento anni dopo l'avvio dell'iniziativa.
Tutti i suoi romanzi sono pubblicati in Italia da Frassinelli.
Aiutato dalla moglie, ha inoltre contribuito in maniera cruciale ad esportare e tradurre il romanzo Il motivo per cui salto di Naoki Higashida fuori dal Giappone.

## Opere tradotte in italiano
- Nove gradi di libertà (Ghostwritten, 1999) trad. di Alessandra Emma Giagheddu e Eliane Nortey,  Frassinelli, Torino, 2001
- Sogno numero 9 (number9dream, 2001), trad. di Alessandra Emma Giagheddu, Frassinelli, Torino, 2002
- L'atlante delle nuvole (Cloud Atlas, 2004), trad. di Lorenzo Borgotallo, Frassinelli, Torino, 2005
- A casa di Dio (Black Swan Green, 2006), trad. di Marcella Maffi, Frassinelli, Torino, 2007
- I mille autunni di Jacob de Zoet (The Thousand Autumns of Jacob de Zoet, 2010), trad. di Maurizio Bartocci, Frassinelli, Torino, 2010
- Le ore invisibili (The Bone Clocks, 2014), trad. di Katia Bagnoli e Claudia Cavallaro, Frassinelli, Torino, 2015
- I custodi di Slade House (Slade House, 2015), trad. di Katia Bagnoli, Frassinelli, Torino, 2016
- Utopia Avenue (Utopia Avenue, 2020), trad. di Christian Pastore, Frassinelli, Torino, 2021